# AEG
För andra betydelser, se AEG (olika betydelser).

AEG:s logotyp.

AEG, egentligen Allgemeine Elektricitäts-Gesellschaft, grundades 1887 och var en av Tysklands viktigaste elektroteknik- och elektronikkoncerner under stora delar av 1900-talet. AEG hade huvudkontor i Berlin och från 1951 Frankfurt am Main. Företaget upplöstes 1996 och idag är AEG ett varumärke som bland annat används av Electrolux. I AEG ingick även Telefunken.

## Historia

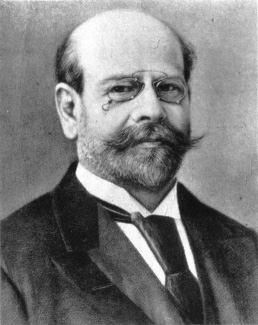
Emil Rathenau.

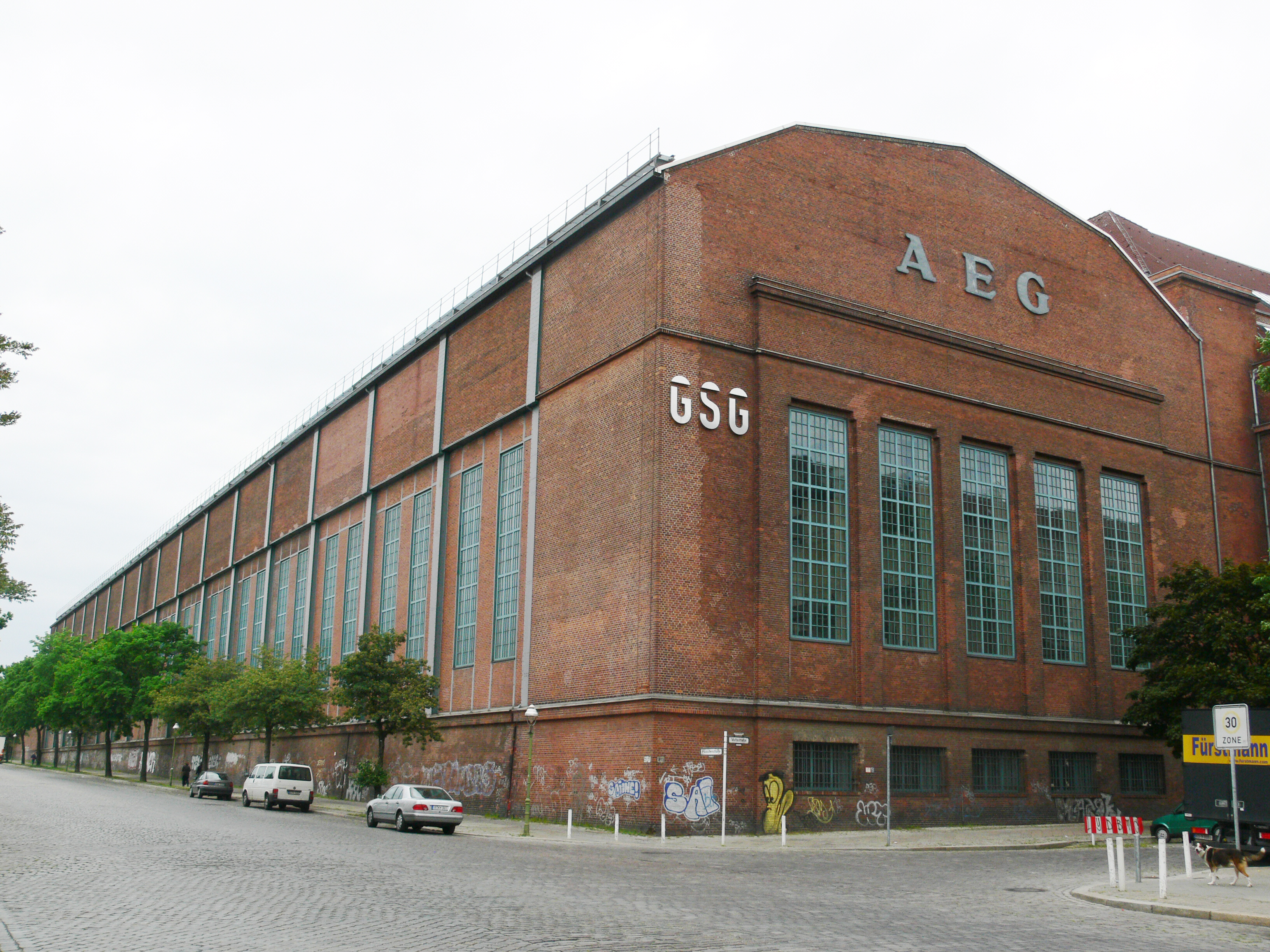
Verkstadshall för AEG i stadsdelen Wedding i Berlin, uppförd 1912.

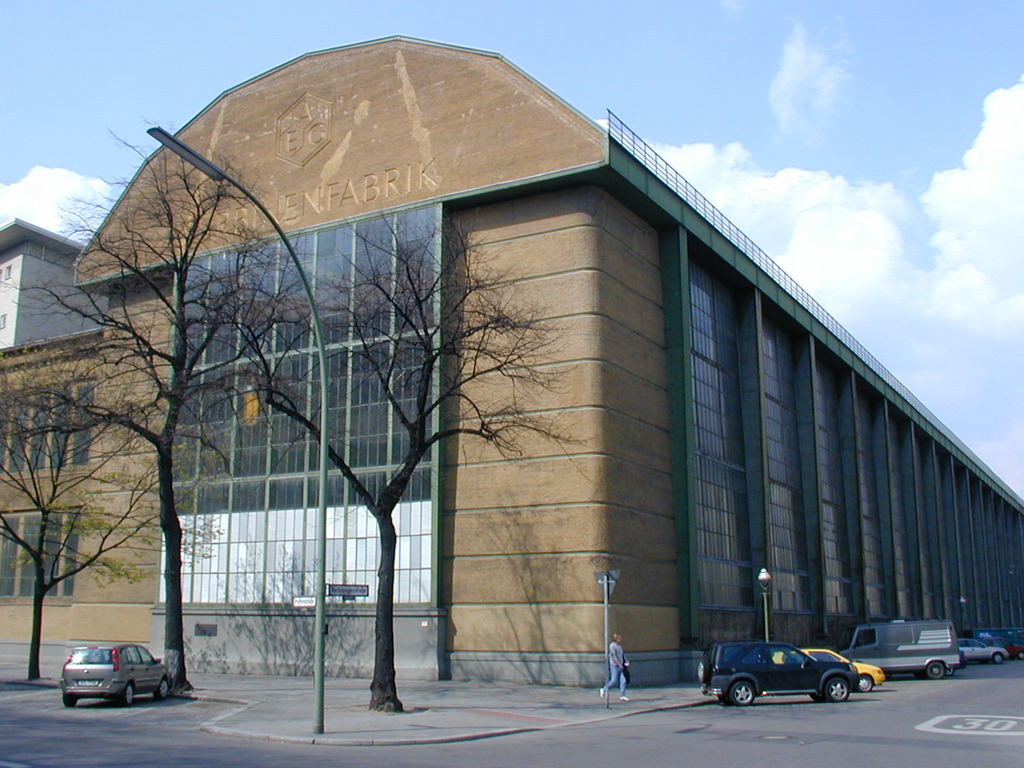
AEG:s turbinhall i Moabit ritad av Peter Behrens.

AEG grundades 1883 som Deutsche Edison-Gesellschaft (DEG) av Emil Rathenau, som förvärvat rättigheter att använda patent för tillverkning av glödlampor av Thomas Edison vilket lade grunden till tillverkning av glödlampor i Berlin. Efterhand fick företaget stora framgångar inom växelström när Tyskland elektrifierades. Rathenau verkade outtröttligt för att försöka vidga området för elektricitetens användning och för att vinna ny mark för den elektriska industrin. Utvecklingen av bland annat maskintekniken, den elektriska belysnings- samt spårvägs- och järnvägsindustrin och den trådlösa telegrafin bestämdes i hög grad av Rathenau och hans bolag. 

### Storkoncernen AEG
Företaget växte till en storindustri under 1900-talets början och hade flera fabriker runt om i Berlin, bland annat i Wedding där en stor areal köptes för uppförandet av en fabrik som senare följdes av fler. Detsamma skedde i Oberschöneweide där AEG etablerade sin första av flera fabriker under 1880-talet. 1906 invigdes det nya huvudkontoret, AEG-Haus, i centrala Berlin vid Friedrich-Karl-Ufer. AEG kom att han en omfattande tillverkning med hushållsapparater, belysning, spårvagnar, lokomotiv och komponenter till elektrisk industri som turbiner, dieselmotorer och kablar i produktprogrammet. Från 1901 började man tillverka personbilar under namnet NAG i Oberschöneweide
1903 grundade AEG Telefunken tillsammans med konkurrenten Siemens & Halske för att få ett slut på en strid om kontrakt för den tyska militären. En grupp under ledning av Adolf Slaby och Georg Graf von Arco hade under flera år arbetat för AEG med utvecklingen av trådlös kommunikation. Under perioden 1907-1914 formgav Peter Behrens ett antal AEG-produkter, bland annat företagets moderna logotyp som förblivit densamma sedan dess. Han var även arkitekt till flera av AEG:s anläggningar. Behrens blev genom sitt arbete för AEG en föregångaren inom corporate design där han fick ett helhetsansvar för hela koncernens formgivning och formmässiga verkan utåt. 
1915 övertar Walther Rathenau ledningen av AEG efter faderns bortgång. Under mellankrigstiden växer marknaden för vitvaror och hushållsapparater. Men AEG slogs med stora ekonomiska problem i samband med den ekonomiska krisen. 1935 presenterar AEG den första bandspelaren Magnetophon K1. 1941 köper AEG ut Siemens & Halske från delägarskapet i dotterbolaget Telefunken. Under andra världskriget är man en del av den tyska rustningsindustrin. Under andra världskriget arbetade 24 000 tvångsarbetare vid AEG i Berlin och Wedding. De bodde i läger runt om i Wedding och andra delar av Berlin.

### Efter 1945

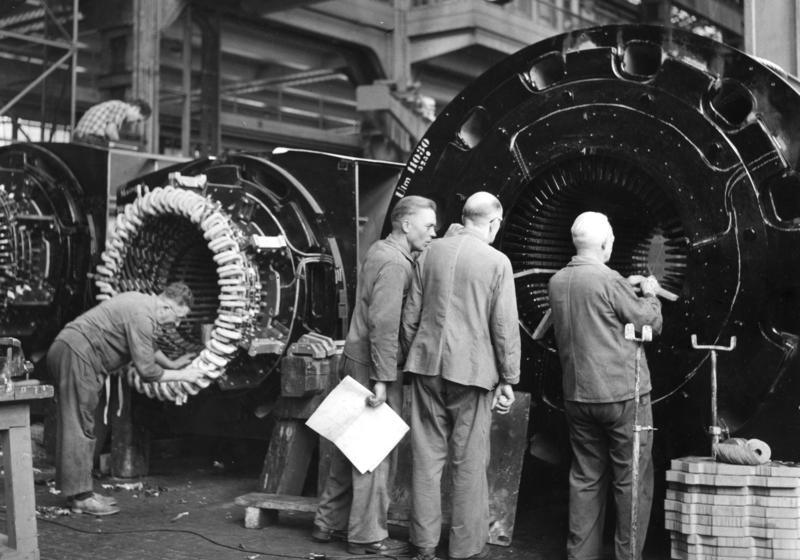
AEG Turbinenfabrik.

Vid andra världskrigets slut hade företaget en stor andel av sina fabriker i sovjetockuperade områden och fick därför i stor utsträckning byggas upp på nytt i Västtyskland. Efter kriget demonterade sovjetiska trupper och senare franska fabriksanläggningarna i Berlin och maskiner fraktades iväg.Huvudkontoret flyttades till Frankfurt am Main 1951 men tillverkning fanns kvar i Västberlin. Under hela 1950-talet skedde en kostsam återuppbyggnad av AEG. 
Redan i början av 1960-talet fick AEG problem. Företaget växte men började gå med förluster. Man hade inte heller lyckats få upp sina exportsiffror, en gång i tiden hade exporten varit avgörande för AEG:s uppgång. Ett stort problem låg i organisationen som inte var anpassad för storföretaget, organisationen omöjliggjorde en bra överblick över de olika delarna. 1962 hade AEG 127 000 anställda i Västtyskland och omsatte 3,1 miljarder d-mark. Satsningar gjordes, bland annat en ny stor hall vid fabriken på Brunnenstrasse i Wedding. 
1967 slogs AEG samman med Telefunken och 1969 inleddes ett samarbete med Siemens på elproduktionsområdet genom det samägda Kraftwerk Union (KWU).

### Nedgång
1970 har AEG-Telefunken 178 000 anställda och är därmed en av världens största elektronikkoncerner. Men koncernen är på väg in i en långvarig kris som en följd av misslyckade satsningar och projekt tillsammans med en krånglig företagsstruktur. AEG:s satsning på kärnkraft misslyckas och kostar flera hundra miljoner d-mark. Ett annat misslyckat projekt är den automatiska bagagehanteringen på Frankfurts flygplats. 
Företagets struktur var komplicerad och ineffektiv, vid huvudkontoret arbetade 1000 personer och underlag var ofta överdetaljerade och därmed oanvändbara. Under 1970-talet följde omstruktureringar där bland annat Telefunkens underhållningselektronik blev egna företag inom koncernen liksom datordivisionen som 1974 blir en del av Siemens AG. 1975 såldes Telefunken-Hochhaus i Berlin och i slutet av 1970-talet hade antalet anställda minskat till 150 000. 1983 såldes Telefunkens underhållningselektronikdivision till franska Thomson och slås samman med Saba och Nordmende.
AEG stängde sin fabriker när man förlorade sin tidigare ledande roll. En första nedläggning följde 1978 då fabriken på Ackerstrasse (Zählerfabrik) i Berlin lades ned. 1982 lade AEG-Telefunken in en insolvensansökan och som följd lades 1983-1984 samtliga AEG-fabriker ner i Wedding i Berlin. Produktionen skulle istället flyttas till Västtyskland och Spanien. Arbetarna i fabrikerna hade då demonstrerat och protesterat mot nedläggningarna.

### Upplösning

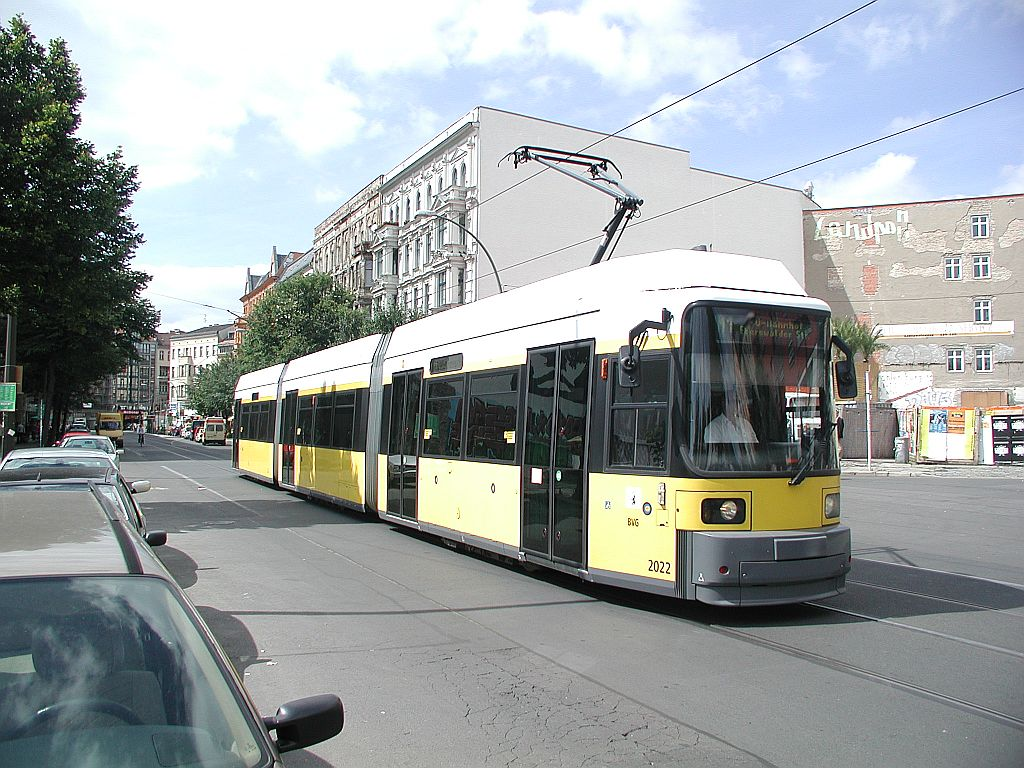
AEG spårvagn typ GT6N på Oranienburger Strasse i Berlin.

Efter en ekonomisk kris 1985 inlemmades AEG i Daimler-Benz-koncernen (numera Daimler AG) med visionen från Edzard Reuter att skapa en integrerad teknologikoncern. Som följd av detta har AEG successivt sedan upphört som sammanhållen koncern, slutgiltigt från 1996. AEG:s hushållsmaskiner (framför allt kyl, frys och tvätt) återfinns sedan 1994 i Electrolux-koncernen, där varumärket AEG används för dessa produkter. Elverktygsproduktionen övertogs av Atlas Copco och järnvägsteknikverksamheten finns numera i Bombardier Transportation (tidigare Adtranz).